# Rhacophorus hui
Espèce
Synonymes
- Polypedates zhaojuensis Wu & Zheng, 1994

Statut de conservation UICN

 DD  : Données insuffisantes
Rhacophorus hui est une espèce d'amphibiens de la famille des Rhacophoridae.

## Répartition
Cette espèce est endémique de République populaire de Chine. Elle se rencontre entre 2 000 et 3 150 m d'altitude :
- dans la ville-district de Lichuan dans la province du Hubei ;
- dans le xian de Zhaojue dans la province du Sichuan.

## Publications originales
- Liu, 1945 : New frogs from West China. The Journal of the West China Border Research Society, ser. B, vol. 15, p. 28-42.
- Wu & Zheng, 1994 : The karyotypic differentiation of Polypedates dugritei with description of a superspecies (Rhacophoridae, Anura). Sichuan Journal of Zoology, vol. 13, p. 156-161 (introduction).